# Greta von Konow
Hilda Margareta (Greta) von Konow, född Björkstén 9 april 1902, död 1999, var en finländsk operasångerska (alt).
von Konow var dotter till överläkaren vid Helsingfors stads epidemisjukhus Max Björkstén och dennes maka Carin Procopé. På 1920-talet gav hon konserter i Helsingfors och uppträdde bland annat tillsammans med Emil Svartström och Edvin Bäckman vid en konsert på Mikaelskyrkan i april 1928. På 1920- och 1930-talen sjöng hon även i finska Rundradion.
Hon var sedan 1926 gift med militären Holger von Konow.